# Liam Highfield
Liam Highfield (* 1. Dezember 1990 in Swindon) ist ein englischer Snookerspieler.

## Karriere
Liam Highfield wurde in Swindon im Südwesten Englands geboren, wuchs aber in den Midlands in Stoke-on-Trent auf. Er begann 1998 mit dem Snookerspielen, nachdem er den Weltmeisterschaftskampf von John Higgins im Fernsehen verfolgt hatte. In der Jugend trainierte er in einem Club im benachbarten Newcastle-under-Lyme, wo er in der Jugend mit Dave Harold und später mit Jamie Cope zusammen spielte. Beim EASB Premier Junior Event 2008 in Leicester gelang ihm mit 17 Jahren sein erstes Maximum Break bei einem Turnier.
In der Saison 2007/08 nahm er erstmals an der Pontin’s International Open Series teil, um sich für die Profitour zu qualifizieren. Obwohl er das letzte der 8 Turniere gewann und einmal noch im Viertelfinale stand, reichte es nur für Platz 12 der Gesamtwertung. Auch im Jahr darauf blieb die PIOS-Teilnahme erfolglos, dafür holte er bei den englischen Amateurmeisterschaften den Titel in der U-19-Jugend. 2009/10 gelang ihm dann ein weiterer PIOS-Turniersieg, zwei weitere Male stand er im Finale. Nur Jack Lisowski schnitt in dieser Serie besser ab und damit war er für die Main Tour ab 2010 qualifiziert.

### Profizeit ab 2010
Erste Erfolge in der Saison 2010/11 hatte er in der neu eingeführten Players Tour Championship. Beim zweiten Turnier erreichte er unter anderem mit einem Sieg gegen Judd Trump das Achtelfinale.  Bei Turnier Nummer 10 in Gloucester gewann er gegen Fergal O’Brien und Graeme Dott neben anderen und stand sogar im Halbfinale. Bei den großen Turnieren war das Erreichen der dritten Qualifikationsrunde beim Shanghai Masters nach einem Sieg gegen Jimmy White sein bestes Ergebnis. Auch bei anderen Turnieren sammelte er Punkte und stand am Ende der Saison auf Platz 68 der Weltrangliste. Damit verpasste er zwar um vier Plätze die direkte Weiterqualifikation für die Main Tour, in der PTC Order of Merit, der Rangliste der PTC-Turniere, war er der zweitbeste nicht qualifizierte Spieler und war darüber für eine weitere Profisaison qualifiziert.
Im Jahr darauf waren erneut die PTC-Turniere seine erfolgreichsten, zweimal erreichte er das Achtelfinale. Und bei den Australian Goldfields Open verpasste er um einen Sieg seine erste Hauptrundenteilnahme bei einem Ranglistenturnier. Aber obwohl er diesmal am Saisonende bei der Weltmeisterschaft erstmals die Auftaktrunde überstand, verpasste er als 66. erneut knapp die Weiterqualifikation. Wieder rettete ihn die PTC Order of Merit 2012, in der er den letzten der acht Qualifikationsplätze einnahm. Diesmal waren aber die Regeln geändert worden und die Starterlaubnis für die Profitour galt für zwei Jahre.
In der Saison 2012/13 verlief die Players Tour für ihn nicht so erfolgreich, obwohl er beim Munich Open ein weiteres Mal ein Achtelfinale erreichte. Dafür stand er bei drei Ranglistenturnieren unter den letzten 48: Bei den Australian Open, dem World Open und auch bei der Weltmeisterschaft fehlte ihm jeweils nur ein Sieg zum Hauptturnier. Das Jahr darauf verlief allerdings enttäuschend. Nur bei den Australian Open erreichte er noch einmal die dritte Qualifikationsrunde, sonst gab es fast nur Auftaktniederlagen. Auch auf der Players Tour blieben diesmal die Erfolge aus. Mit Ranglistenplatz 83 verpasste er klar die Main-Tour-Qualifikation und auch die PTC-Wertung reichte nicht aus. Zu der verunglückten Saison trugen auch Probleme im privaten Umfeld bei. Anfang 2014 war er außerdem von seinem angestammten Trainingsclub in Newcastle in seine Heimatstadt Stoke gewechselt.

### Zweiter Anlauf ab 2014
Diesmal musste Highfield sich über die Q School für ein neues Profitourticket bewerben. Beim ersten Turnier schied er früh aus, beim zweiten Turnier erreichte er aber das Finale seiner Gruppe und mit einem Sieg über Alex Pagulayan war er erneut bis 2016 für die Main Tour qualifiziert.
In der Saison 2014/15 waren erneut die Australian Goldfields Open sein erfolgreichstes Turnier. Erstmals erreichte er in Bendigo die Finalrunde eines Weltranglistenturniers.  Nach dem Jahreswechsel besiegte er beim German Masters in der letzten Qualifikationsrunde Marco Fu und ließ die zweite Endrundenteilnahme folgen. Bei den Gdynia Open kam er zum fünften Mal bei einem Minor-Ranking-Turnier ins Achtelfinale. 2015/16 konnte er das Achtelfinale bei den Gdynia Open noch einmal wiederholen. Die letzte Qualifikationsrunde beim Shanghai Masters und bei der Weltmeisterschaft waren daneben die einzigen beiden größeren Erfolge. Erneut verpasste er als 67. der Weltrangliste die direkte Weiterqualifikation und erneut rettete ihm der Platz 8 der PTC Order of Merit den Tourverbleib.
Die Saison 2016/17 begann mit frühen Niederlagen, bevor er beim Paul Hunter Classic zum ersten Mal in seiner Karriere bei einem vollwertigen Ranglistenturnier bis ins Achtelfinale kam. Mit Ricky Walden besiegte er dabei einen weiteren Top-16-Spieler. Zwei Monate später besiegte er bei den English Open sogar den Weltranglistenersten Mark Selby mit 4:3 und stand unter den letzten 32.
In der darauffolgenden Saison 2017/18 konnte Liam Highfield sich zum ersten Mal für die Endrunde der Snookerweltmeisterschaft qualifizieren. Er verlor in der ersten Runde gegen Mark Allen mit 5:10.